# 長元連
長 元連（ちょう もとつら、寛永5年2月24日〈1628年3月29日〉 - 元禄10年6月11日〈1697年7月28日〉）は、加賀藩の加賀八家長家の嫡男。
父は長連頼。母は前田利常の娘。兄弟は長忠連。正室は永原氏。子は長尚連、長連房。幼名石千代。通称左兵衛。号は一玄。
加賀藩が推進する改作法を、長家が独自に領する鹿島半郡に導入することと、検地に反対する家老浦野孫右衛門に組して父・連頼と対立する。連頼が藩に訴えたことにより、藩の介入するところとなる（浦野事件）。寛文7年（1667年）8月、浦野孫右衛門は切腹となり、元連も事件の責めを負い廃嫡、剃髪して蟄居する。父連頼の家督は嫡子の尚連が嫡孫承祖した。元禄10年（1697年）6月11日没。享年70。